# Samba (Familienname)
Samba ist ein afrikanischer Familienname.

## Herkunft und Bedeutung
Samba ist unter anderem im Volk der Lozi ein verbreiteter Familienname und bedeutet dort sprechen oder reden.

## Namensträger
- Abderrahman Samba (* 1995), katarischer Hürdenläufer
- Ajara Samba (* 1998), gambische Fußballspielerin
- Brice Samba (* 1994), französischer Fußballspieler
- Catherine Samba-Panza (* 1954), zentralafrikanische Politikerin und Staatspräsidentin
- Cherno Samba (* 1985), britisch-gambischer Fußballspieler
- Christopher Samba (* 1984), kongolesisch-französischer Fußballspieler
- Cyréna Samba-Mayela (* 2000), französische Leichtathletin
- Ebrahim M. Samba (1932–2016), gambischer Mediziner
- El Hadji Samba (* 1979), senegalesischer Fußballschiedsrichter
- Ibrahima B. A. Kelepha-Samba (1915–1995), gambischer Politiker
- Jean-Francis Samba (1963–2014), kongolesischer Fußballspieler
- Justin Tetmu Samba (1950–2006), tansanischer Geistlicher, römisch-katholischer Bischof von Musoma
- Makita Samba (* 1987), französischer Schauspieler
- Miatta Maria Samba (* 1971), sierra-leonische Juristin und Richterin am Internationalen Strafgerichtshof
- Mokhtar Samba (* 1960), französischer Jazzmusiker
- Moussa Samba, mauretanischer Fußballspieler
- Rohey Samba (* 1982), gambische Schriftstellerin
- Sulayman Samba (Politiker) (* 20. Jahrhundert), gambischer Politiker
- Sulayman Samba (Fußballspieler) (* 20. Jahrhundert), gambischer Fußballnationalspieler
- Yusupha Samba († 2002), gambischer Politiker